# Rejowiec Fabryczny
Rejowiec Fabryczny là một thị trấn thuộc huyện Chełmski, tỉnh Lubelskie ở đông-nam Ba Lan. Thị trấn có diện tích 15 km². Đến ngày 1 tháng 1 năm 2011, dân số của thị trấn là 4441 người và mật độ 311 người/km².